# Stenoplastis pellucida
Stenoplastis pellucida är en fjärilsart som beskrevs av Paul Dognin 1910. Stenoplastis pellucida ingår i släktet Stenoplastis och familjen tandspinnare. Inga underarter finns listade i Catalogue of Life.